# 鲁讷贝格
鲁讷贝格（德語：Ruhner Berge，發音：[ˈʁuːnɐ ˈbɛʁɡə] ⓘ）是德国梅克伦堡-前波美拉尼亚州路德维希斯卢斯特-帕尔希姆县的市镇，面积94.25平方千米，2023年12月31日人口为1,883人。该市镇于2019年1月1日由市镇马尔尼茨、苏科和泰瑟诺合并而成，得名于鲁恩山。